# Witkopbabbelaar
De witkopbabbelaar (Turdoides leucocephala) is een zangvogel uit de familie Leiothrichidae.

## Verspreiding en leefgebied
Deze soort komt voor in oostelijk Soedan, noordwestelijk Ethiopië en noordwestelijk Eritrea.

## Status
De grootte van de populatie is niet gekwantificeerd maar de soort wordt omschreven als schaars tot vrij algemeen. Op de Rode lijst van de IUCN heeft deze soort de status niet bedreigd.